# Andrzej Iwanowicz Korybut Wiśniowiecki
Andrzej Iwanowicz Korybut Wiśniowiecki herbu własnego (zm. w 1584) – wojewoda wołyński w latach 1576–1583, wojewoda bracławski w latach 1572–1576, kasztelan wołyński w latach 1568–1572.
Jako przedstawiciel Korony Królestwa Polskiego podpisał akt unii lubelskiej 1569 roku. Podpisał dyplom elekcji Henryka III Walezego.
Był wyznawcą kalwinizmu. Brał udział w synodach w Sandomierzu (1570) i Krakowie (1576).